# Exseroammodiscus
Exseroammodiscus es un género de foraminífero bentónico considerado como nomen nudum e invalidado, aunque considerado perteneciente a la subfamilia Ammodiscinae, de la familia Ammodiscidae, de la superfamilia Ammodiscoidea, del suborden Ammodiscina y del orden Astrorhizida. Su rango cronoestratigráfico abarcaba desde el Fammeniense (Devónico superior) hasta el Tournaisiense (Carbonífero inferior).

## Discusión
Clasificaciones previas incluían Exseroammodiscus en el suborden Textulariina del orden Textulariida.

## Clasificación
En Exseroammodiscus no se ha considerado ninguna especie.